# Муканов, Данияр Жексенович
Дания́р Жексе́нович Мука́нов (каз. Дәнияр Жексенұлы Мұқанов; род. 26 сентября 1976, Семипалатинск) — казахстанский футболист, защитник. Двукратный чемпион Казахстана (1995, 2010) и 7-кратный призёр, двукратный обладатель Кубка Казахстана (1995, 2007).

## Карьера футболиста
Начал карьеру в клубе «Спартак» из Семипалатинска. В сезоне 1995 года 19-летний игрок оформил с командой золотой дубль (чемпион и обладатель Кубка) и ещё выиграли первый Суперкубок страны.
В 1996 году выступал за талдыкорганский клуб «Кайнар», затем вновь вернулся в «Елимай».
В сезоне 2001/02 играл за усть-каменогорский «Восток».
С 2002 по 2010 годы играл в костанайском «Тоболе». Снова стал чемпионом, выиграл Кубок страны и 7 раз становился призёром чемпионата Казахстана.
Последними клубами в его карьере были «Атырау», снова «Жетысу» и «Тобол».

## Сборная
Считался одним из лучших защитников Казахстана. Дебютировал в сборной Вахида Масудова 17 апреля 2002 года в товарищеском матче со сборной Латвии на выезде. Всего в сборной Муканов сыграл 12 матчей и забил 1 гол сборной Фарерских островов за период с 2002 по 2006 годы.

## Тренерская карьера
2017 год — ассистент главного тренера ФК «Махтаарал» (первая лига).
С августа 2017 года — ассистент главного тренера павлодарского ФК «Иртыш» Вячеслава Грозного в премьер-лиге. В декабре 2017 года продлил контракт на год, несмотря на приход нового главного тренера испанца Херарда Нуса.
2019 год — с января назначен главным тренером ФК «Махтаарал» (первая лига), но в мае покинул свой пост и с июля стал ассистентом Нурбола Жумаскалиева — нового главного тренера ФК «Тобол», с которым 8 лет играл за этот клуб (2002—2010).

## Достижения

### Командные
«Елимай»
- Чемпион Казахстана: 1995
- Обладатель Кубка Казахстана: 1995
- Обладатель Суперкубка Казахстана: 1995

«Тобол»
- Чемпион Казахстана: 2010
- Серебряный призёр чемпионата Казахстана: 2003, 2005, 2007, 2008
- Бронзовый призёр чемпионата Казахстана: 2002, 2004, 2006
- Обладатель Кубка Казахстана: 2007
- Финалист Кубка Казахстана: 2003
- Победитель Кубка Интертото: 2007

### Личные
- В списке лучших 22 (33) футболистов Казахстана под № 1 — 2005, 2006
- В списке лучших 22 (33) футболистов Казахстана под № 2 — 2003, 2008, 2010